# Mesetas y sierras de la Bodoquena

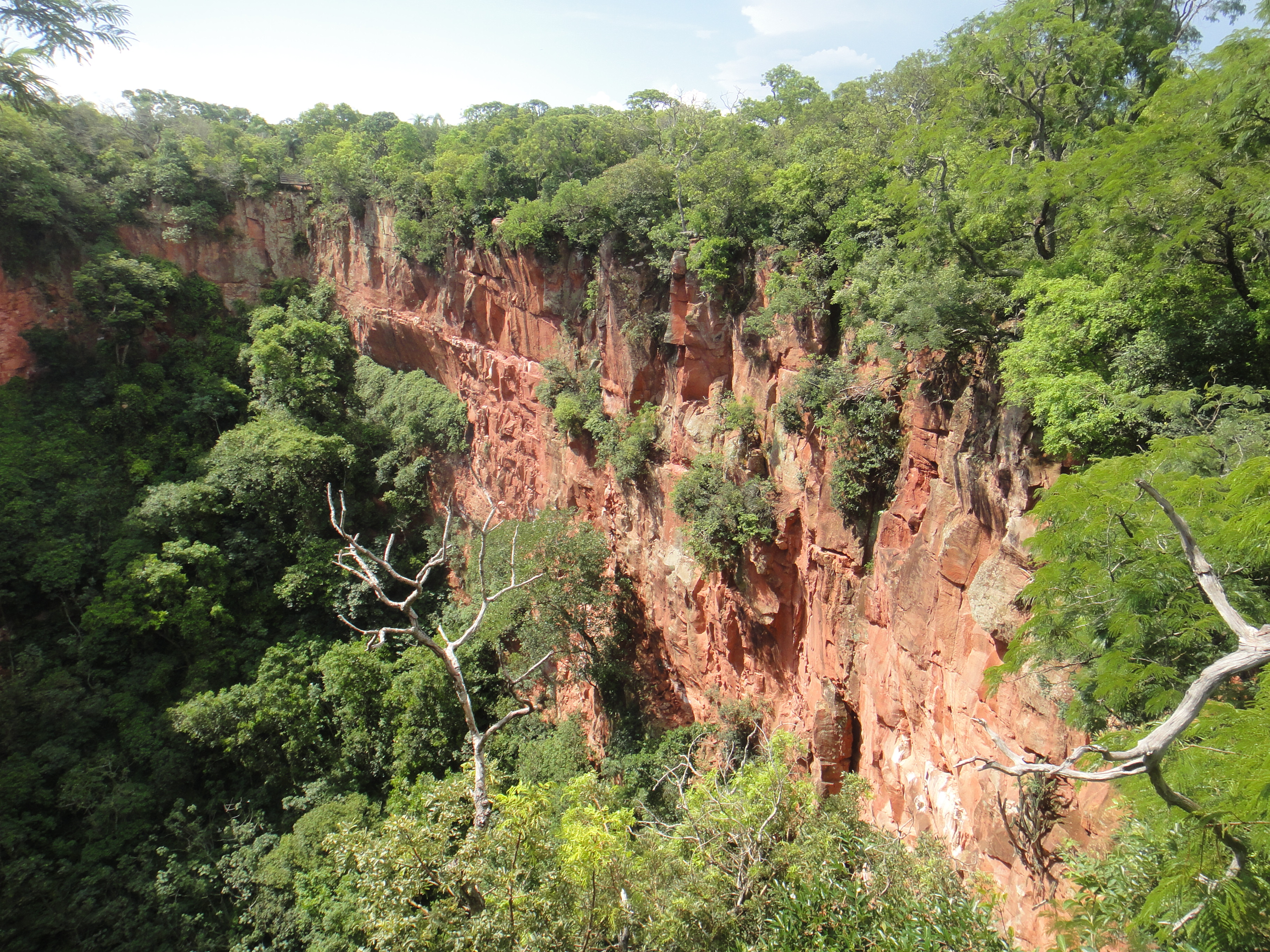
Meseta de Bodoquena.

Las mesetas y sierras de la Bodoquena, es una zona morfológica en el suroeste de Brasil, a unos 240 km de Ponta Porá en Paraguay. La misma se encuentra al suroeste del pantanal del Mato Grosso. La meseta y su flora y fauna se encuentran protegidas por una de las principales unidades de conservación del Estado de Mato Grosso del Sur, el Parque nacional da Serra da Bodoquena.
La meseta de tipo alargada está formada por rocas calcáreas y dolomitas, su ancho máximo es de 40 km entre los poblados de Bonito y Santa Eugênia. A lo largo de su extensión, se observan valles estrechos y cañones profundos cortados a pique producto de las características geológicas del accidente geográfico. La meseta contiene importantes reservas minerales a causa de las rocas carboníferas que la conforman. 
La vertiente occidental de Bodoquena se caracteriza por sus cortes abruptos, que se encuentran al norte de las nacientes del río Aquidabã. Allí la sierra posee su mayor elevación, la que supera los 700 metros. En esta zona tienen sus vertientes algunos arroyos y ríos que luego terminan desembocando en el río Paraguay. Por su parte en la vertiente oriental la meseta define su lateral en sierras dolomíticas verticales, que en escalones convergen con la llanura que la rodea. En su zona sur, la meseta no es tan abrupta, y su elevación apenas llega a  300 metros. 
A causa del tipo de terreno calcáreo, las entrañas de la meseta presentan procesos de erosión por la acción de ríos subterráneos y el escurrimiento de aguas desde la superficie, dando lugar a la existencia de grutas calcáreas, y pequeñas lagunas alimentadas por las abundantes precipitaciones que se observan en la región.